# 格林扎内卡武尔
格林扎内卡武尔（義大利語：Grinzane Cavour），是意大利库内奥省的一个市镇。总面积3.68平方公里，人口1873人，人口密度509.0人/平方公里（2009年）。ISTAT代码为004100。

## 友好城市
- 義大利卡诺萨迪普利亚